# تپه گنج‌آباد
تپه گنج‌آباد؛ نام تپه‌ای تاریخی مربوط به سدهٔ ۳ تا ۹ قمری است و در شهرستان صالح‌آباد، یک کیلومتری شرق روستای جهان‌آباد واقع شده و این اثر در تاریخ ۲۴ مرداد ۱۳۸۵ با شمارهٔ ثبت ۱۵۸۷۴ به‌عنوان یکی از آثار ملی ایران به ثبت رسیده‌است.